# Зыслов остров
Зы́слов о́стров (бел. Зыслаў востраў) — труднодоступный участок суши среди болот в Любанском районе Минской области БССР. Во время Великой Отечественной войны в период с 1941 года по 1944 год — одна из главных баз партизанского движения в Минской области.
Координаты GPS: 52.661890, 28.368513

## Партизанское движение
Первоначально, начиная с 9 августа 1941 года, на острове базировался партизанский отряд А. И. Далидовича. Затем на острове располагались:
- Минские подпольные обкомы КП(б)Б и ЛКСМБ
- Любанский подпольный РК КП(б)Б
- штаб партизанских соединения Минской и Полесской областей
- штаб партизанской бригады № 25 им. П. К. Пономаренко
- редакции подпольных газет «Звязда», «Чырвоная змена» и «Кліч Радзімы»

В июле 1944 года действовавшие в этом районе партизаны соединились с частями Красной армии.

## Партизанский аэродром
Летом 1942 года на Зысловом острове с помощью местных жителей сооружён партизанский аэродром, который 22 сентября принял первый самолёт с Большой земли. Через аэродром на Зысловом острове осуществлялось снабжение партизан боеприпасами, вооружением и эвакуация раненых.

## Память
В 1969 году на Зысловом острове открыт мемориальный комплекс (арх. Г. В. Заборский):
- 14-метровый обелиск на месте базирования Минского обкома партии
- мемориальная зона на поле бывшего аэродрома
- скульптура «Скорбящий партизан» на братском кладбище
- реставрированные партизанские землянки

Комплекс 3ыслов остров — филиал Любанского музея партизанской славы.